# Project I.G.I.
Project I.G.I. è uno sparatutto in prima persona tattico sviluppato dagli Innerloop Studios e pubblicato dalla Eidos Interactive nel dicembre 2000. È uno dei primi giochi 3D che riprende armi e nemici reali. È stato ampiamente criticato per la scarsa intelligenza artificiale dei nemici, per la mancanza di un sistema di salvataggi e di una modalità multigiocatore.
Ha avuto un seguito nel 2003 chiamato I.G.I.-2: Covert Strike.

## Personaggi
1. David Llewellyn Jones - Jones è un agente dell'I.G.I. (Institute for Geotactical Intelligence) ed ex-soldato SAS. È il personaggio principale e viene comandato dal giocatore.
2. Anya -  È il contatto di Jones con il quartier generale, gli parla via radio informandolo dei progressi fatti. Nella missione finale interviene per disarmare la bomba.
3. Jach Priboi - Venditore sovietico di armi.
4. Josef Priboi - Nipote di Jach.
5. Ekk - Una donna russa che intende radere al suolo l'Europa con l'ausilio di una testata nucleare.
6. Captain Harrison - Comandante delle truppe alleate, aiuta Jones in alcune missioni, è un ex-berretto verde.

## Livelli
Il gioco è composto da 14 livelli di crescente difficoltà con ambientazioni differenti che vanno da fortezze diroccate a basi missilistiche.

## Doppiatori
| Doppiatore     | Ruolo                              |
| -------------- | ---------------------------------- |
| Philip Morris  | David Llewellyn Jones / Altre voci |
| Kerry Shale    | Josef Priboi                       |
| Amanda Mealing | Anya                               |
| Danny McCall   | Jach Priboi                        |
| Larissa Murray | Ekk                                |